# Neoštokavische accentterugtrekking
De Neoštokavische accentterugtrekking is een verandering in de plaats van de klemtoon, die zich heeft voorgedaan in het Servo-Kroatisch.

## Werking
Als gevolg van de Neoštokavische accentterugtrekking is de klemtoon één lettergreep naar links opgeschoven. De situatie van vóór de Neoštokavische accentterugtrekking komt overeen met het moderne Russisch, waar de oorspronkelijke klemtoon bewaard is.
Het Servo-Kroatische systeem van dalende en stijgende tonen op beklemtoonde lettergrepen heeft zijn oorsprong in deze accentterugtrekking:
- lettergrepen die als gevolg van de verschuiving de klemtoon kregen, hebben een stijgende toon.
- als de klemtoon oorspronkelijk al op de eerste lettergreep lag (en het accent zich dus niet kon terugtrekken) krijgt deze lettergreep een dalende toon.

## Voorbeelden
Ter illustratie twee vormen van het woord "noga" (been, voet), dat in de nominatief enkelvoud stijgende toon heeft op de eerste lettergreep, in de accusatief de klemtoon eveneens op de eerste lettergreep, maar nu met dalende toon:
N.B. In de normale spelling wordt de toon niet weergegeven.
|            | moderne vorm | vóór terugtrekking |
| ---------- | ------------ | ------------------ |
| nominatief | nòga         | nogá               |
| accusatief | nȍgu         | nógu               |

 ̀  = stijgend

 ̏  = dalend

 ́  = klemtoon, geen toonverschil
Het woord "sestra" (zus) heeft echter in beide gevallen een stijgende toon:
|            | moderne vorm | vóór terugtrekking |
| ---------- | ------------ | ------------------ |
| nominatief | sèstra       | sestrá             |
| accusatief | sèstru       | sestrú             |

Deze gegevens worden bevestigd door het Russisch, waar we нога́ (nogá) en но́гу (nógu), сестра́ (sestrá) en сестру́ (sestrú) aantreffen.

## Geschiedenis van de theorie
Lange tijd hebben taalkundigen van mening verschild over de manier waarop de Russische en de (Neoštokavisch) Servo-Kroatische accentuering met elkaar samenhangen. Het model van de Neoštokavische accentterugtrekking neemt de Russische situatie als de oudste aan en het Servo-Kroatische systeem als een innovatie. De theorie werd voor het eerst geformuleerd in 1859 door de Kroatische taalkundige Antun Mažuranić.
Een omgekeerd model is echter ook mogelijk. In deze theorie weerspiegelen de Servo-Kroatische feiten de oorspronkelijke situatie. De tonen zijn dan niet ontstaan door terugtrekking, maar hebben juist geleid tot een accentverschuiving richting het woordeinde, in omgekeerde richting dus.
Schematisch:
- beklemtoonde lettergreep met dalende toon → klemtoon blijft behouden
- beklemtoonde lettergreep met stijgende toon → de klemtoon verschuift één lettergreep richting het woordeinde (naar rechts)

De oplossing van dit probleem in de chronologie werd gevonden in perifere Servo-Kroatische (Čakavische) dialecten. Deze dialecten komen qua accentuatie overeen met het Russisch. Het Čakavische en het Russische taalgebied zijn echter ver van elkaar verwijderd en het Neoštokavisch ligt er precies tussen (overigens zonder aan het Russische taalgebied te grenzen). Het is bijzonder onwaarschijnlijk dat het accent zich op twee plaatsen onafhankelijk van elkaar op precies dezelfde manier uit een ouder systeem zou ontwikkelen. Om deze reden wordt de Neoštokavische accentterugtrekking tegenwoordig algemeen aangenomen.